# 해바라기 (수학)

이 벤 다이어그램에서, 만약 이라면 이는 해바라기를 이룬다. 그러나 일 필요는 없다.

집합론과 조합론에서 해바라기(영어: sunflower)는 서로 다른 두 원소의 교집합이 항상 일정한 집합족이다.

## 정의
부분 순서 집합 {\displaystyle P}가 만남 반격자라고 하자 (즉, 임의의 두 원소에 대하여 그 하한 {\displaystyle a\land b}이 존재한다고 하자). {\displaystyle P} 속의 부분 집합 {\displaystyle A\subseteq P}가 다음 조건을 만족시킨다면, 하향 해바라기(영어: downward sunflower)라고 한다.
{\displaystyle \forall a,b,a',b'\in A\colon (a\neq b,\;a'\neq b'\implies a\land b=a'\land b')}
이 경우, {\displaystyle \textstyle \bigwedge S\in P}는 {\displaystyle S}의 핵(核, 영어: kernel, core)이라고 한다.
마찬가지로, 만약 {\displaystyle P}가 이음 반격자일 경우, 상향 해바라기(영어: upward sunflower)는 다음 조건을 만족시키는 부분 집합 {\displaystyle S\subseteq P}이다.
{\displaystyle \forall a,b,a',b'\in A\colon (a\neq b,\;a'\neq b'\implies a\lor b=a'\lor b')}
집합 {\displaystyle S} 속의 해바라기란 멱집합 {\displaystyle ({\mathcal {P}}(S),\subseteq )} 속의 하향 해바라기를 뜻한다.:49, Definition II.1.4:89, §6.1
- 임의의 {\displaystyle A,B,A',B'\in {\mathcal {A}}}에 대하여, 만약 {\displaystyle A\neq B}이며 {\displaystyle A'\neq B'}이라면, {\displaystyle A\cap B=A'\cap B'}이다.

## 성질

### 수
크기 {\displaystyle n}의 집합 {\displaystyle S} 위의 해바라기 {\displaystyle {\mathcal {A}}\subseteq {\mathcal {P}}(S)}의 수는 다음과 같다.
{\displaystyle 2\sum _{k=0}^{n+1}k\left\{{n+1 \atop k}\right\}}
여기서 {\displaystyle \textstyle \left\{{\bullet  \atop \bullet }\right\}}는 제2종 스털링 수이다.

### 해바라기 정리
임의의 두 기수 {\displaystyle \kappa ,\lambda }에 대하여, {\displaystyle f(\kappa ,\lambda )}를 다음 조건이 성립하는 최소의 기수 {\displaystyle \mu }라고 하자. (이러한 {\displaystyle \mu }가 존재하지 않는다면 {\displaystyle f(\kappa ,\lambda )=\infty }로 놓자.)
- 임의의 집합 {\displaystyle S} 및 그 속의 집합족 {\displaystyle {\mathcal {A}}\subseteq {\mathcal {P}}(S)}에 대하여, 만약 모든 {\displaystyle A\in {\mathcal {A}}}에 대하여 {\displaystyle |A|<\kappa }이며, {\displaystyle |{\mathcal {A}}|\geq \mu }라면, 임의의 기수 {\displaystyle \alpha <\lambda }에 대하여 {\displaystyle {\mathcal {A}}} 속에는 크기 {\displaystyle \alpha }의 해바라기 {\displaystyle {\mathcal {B}}\subseteq {\mathcal {A}}}가 존재한다.

다음과 같은 성질이 알려져 있다.
- {\displaystyle 1\leq \kappa <\aleph _{0}}, {\displaystyle 2\leq \lambda <\aleph _{0}}라면, {\displaystyle f(\kappa ,\lambda )\leq (\kappa -1)!(\lambda -2)^{\kappa -1}+1}이다.[4][3]:89–90, §6.1
- {\displaystyle f(\aleph _{0},\aleph _{2})=\aleph _{1}}이다.[2]:49, Theorem II.1.5
- 만약 {\displaystyle \aleph _{0}\leq \kappa <\theta }이며, {\displaystyle \theta }가 정칙 기수이며, 임의의 {\displaystyle \alpha <\theta }에 대하여 {\displaystyle |\alpha ^{<\kappa }|<\theta }일 경우, {\displaystyle f(\kappa ,\theta ^{+})=\theta }이다.[2]:49, Theorem II.1.6
- 자명하게, {\displaystyle \lambda \leq f(\kappa ,\lambda )^{+}}이다. (이는 집합족은 스스로보다 더 큰 해바라기를 포함할 수 없기 때문이다.)
- 자명하게, 임의의 기수 {\displaystyle \kappa }에 대하여 {\displaystyle 1\leq \lambda \leq 3}일 경우, {\displaystyle f(\kappa ,\lambda )=\lambda -1}이다. (이는 크기가 2 이하인 집합족은 항상 해바라기이기 때문이다.) 물론 {\displaystyle f(\kappa ,0)=0}이다.
- 자명하게, 만약 {\displaystyle \kappa \leq \kappa '}이라면 {\displaystyle f(\kappa ,\lambda )\leq f(\kappa ',\lambda )}이다. 마찬가지로, 만약 {\displaystyle \lambda \leq \lambda '}이라면 {\displaystyle f(\kappa ,\lambda )\leq f(\kappa ,\lambda ')}이다.

이와 같은, {\displaystyle f(\kappa ,\lambda )}에 대한 상계·하계들을 해바라기 정리(영어: sunflower theorem)라고 한다.

## 예
크기 2 이하의 집합족은 항상 (자명하게) 해바라기이다. 짝마다 서로소 집합족(즉, 서로 다른 두 원소가 항상 서로소인 집합족)은 (핵이 공집합인) 해바라기이다.

## 역사

"해바라기"라는 용어는 식물 해바라기의 꽃차례에 비유한 것이다.

1980년에 에르되시 팔과 리하르트 라도가 유한 해바라기에 대한 해바라기 정리를 증명하였다. 에르되시와 라도는 해바라기를 "델타 계"(Δ界, 영어: Δ-system)라고 불렀다.
"해바라기"(영어: sunflower)라는 용어는 적어도 1981년부터 사용되기 시작하였다. "해바라기"라는 용어는 식물 해바라기의 꽃차례에 비유한 것이다. 이는 (유한) 해바라기의 벤 다이어그램을 대칭적으로 그리면, 이는 마치 꽃과 유사하기 때문이다. 구체적으로, 해바라기의 꽃차례는 중심의 갈색의 작은 관꽃들과, 이를 둘러싸는 노랗고 길쭉한 혀꽃들로 구성되어 있다. (흔히, 후자를 "꽃잎"으로 일컫는다.) 이 비유에서, 수학적 해바라기의 핵은 관꽃들의 집합에 해당하며, 수학적 해바라기의 각 원소는 모든 관꽃들의 집합과 하나의 혀꽃으로 구성된다.

## 참고 문헌
1. ↑  McKenna, Geoffrey (2005). “Sunflowers in Lattices”. 《The Electronic Journal of Combinatorics》 (영어) 12: R66. ISSN 1077-8926.
2. 1 2 3  Kunen, Kenneth (1980). 《Set theory: an introduction to independence proofs》. Studies in Logic and the Foundations of Mathematics (영어) 102. North-Holland. ISBN 978-0-444-86839-8. MR 597342. Zbl 0534.03026. 2016년 9월 11일에 원본 문서에서 보존된 문서. 2016년 8월 10일에 확인함.
3. 1 2  Jukna, Stasys (2011). 《Extremal combinatorics with applications in computer science》. Texts in Theoretical Computer Science (영어) 2판. Springer-Verlag. doi:10.1007/978-3-642-17364-6. ISBN 978-3-642-17363-9. ISSN 1862-4499. Zbl 1239.05001.
4. 1 2  Erdős, Paul; Rado, Richard (1960). “Intersection theorems for systems of sets” (PDF). 《Journal of the London Mathematical Society》 (영어) 35 (1): 85–90. doi:10.1112/jlms/s1-35.1.85. ISSN 0024-6107. MR 0111692.
5. ↑  Deza, Michael; Frankl, Péter (1981). “Every large set of equidistant (0, +1, −1)-vectors forms a sunflower”. 《Combinatorica》 (영어) 1 (3): 225–231. doi:10.1007/BF02579328. ISSN 0209-9683. MR 637827.